# 羅清
羅清（1442年—1527年），又有罗梦鸿等名，山東即墨人。羅教創始人，教众尊称为罗祖。

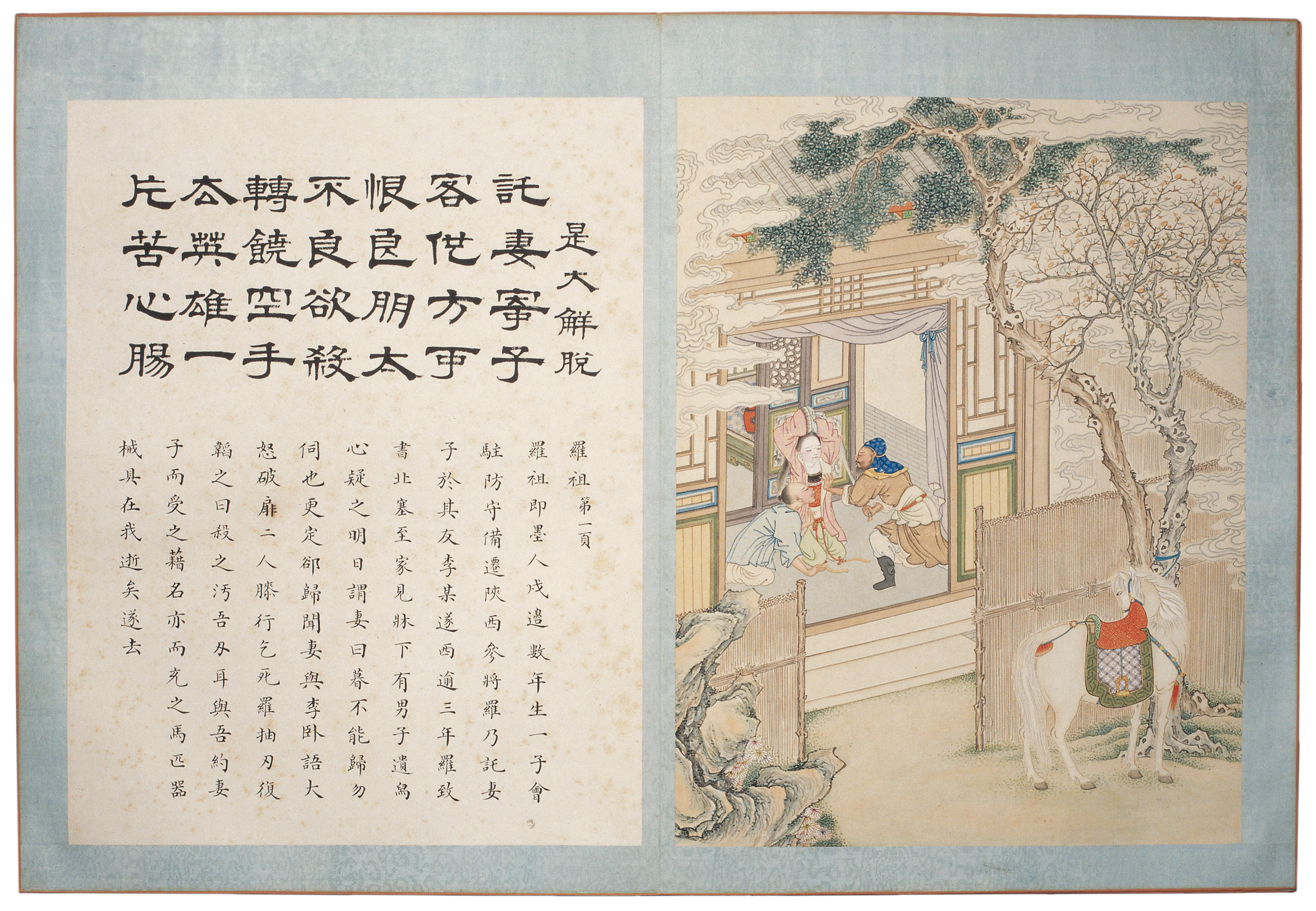
《聊斋图说》之

## 生平
羅清出身軍戶:668，是漕運運糧軍人:136，曾在北京西北部密雲衛服役，皈依佛教，退役後苦求佛道13年，1509年67歲時終於覺悟，著書闡釋佛法:117、115，得到宦官的援助:661，在漕運船民中傳教，也得到大寧和蘭風等僧人支持，相傳他一度在浙江傳教:136、138。

## 混淆

### 聊齋誌異
羅清的山東同鄉蒲松齡在其志怪小說《聊齋誌異》中記有羅祖的故事，與羅教中的羅祖傳說有極大的不同。《聊齋》中的羅祖從軍時已有妻兒，妻卻因寂寞而和情夫偷情，羅祖發現後本欲拔刀殺死他們，後來把刀放下，隻身離去，不知所終。臨走前把妻子、孩子、馬匹、兵器都託付給妻子的情夫，還逼迫他代服兵役。因為羅祖的失蹤，其妻與情夫被衙門以謀殺罪逮捕，嚴刑拷打之下，兩人都死在獄中。有人發現羅祖在深山中隱修，苦坐山中，鄉民以食物供養他，他卻不理不睬，於是鄉民們逐漸離去。過了不久有人發現羅祖鼻樑都凹陷了，原來他早就死了。民眾於是為羅祖建廟奉祀香火，也供養羅祖的兒子。